# Odprto prvenstvo ZDA 2008
Odprto prvenstvo ZDA 2008 je teniški turnir za Grand Slam, ki je med 25. avgustom in 8. septembrom 2008 potekal v New Yorku.

## Moški posamično
Roger Federer :  Andy Murray, 6–2, 7–5, 6–2

## Ženske posamično
Serena Williams :  Jelena Janković, 6–4, 7–5

## Moške dvojice
Bob Bryan /  Mike Bryan :  Lukaš Dlouhy /  Leander Paes, 7–6(5), 7–6(10)

## Ženske dvojice
Cara Black /  Liezel Huber :  Lisa Raymond /  Samantha Stosur, 6–3, 7–6(6)

## Mešane dvojice
Cara Black /  Leander Paes :  Liezel Huber /  Jamie Murray, 7–6(6), 6–4